# Pantelegraph

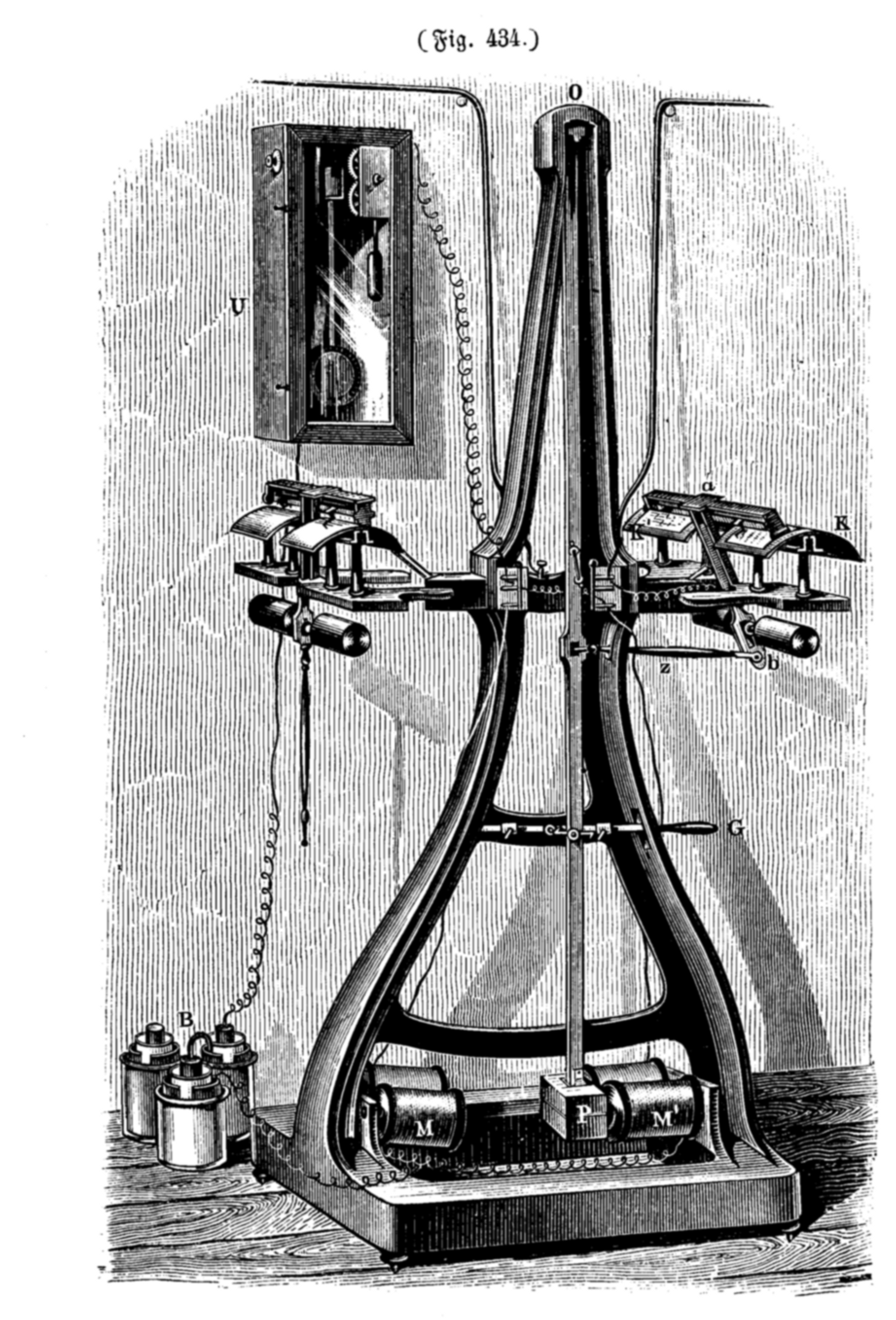
Pantelegraph, um 1870 mit zeitgenössischer Beschreibung.

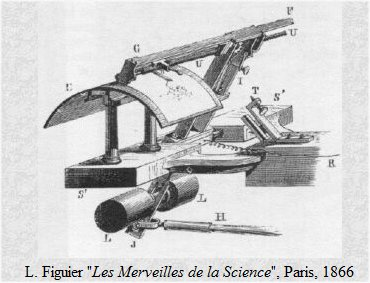
Detaildarstellung der Abtasteinrichtung

Der Pantelegraph ist ein historischer, elektromechanischer Vorläufer des Fax-Gerätes, welcher von Giovanni Caselli erfunden wurde und 1855 von ihm patentiert wurde. Der Pantelegraph diente zum zeilenweisen Empfang und zur zeilenweisen Sendung von Bildinformationen über damals übliche Telegrafieleitungen und benutzte zur Abbildung elektrochemische Verfahren. In den Vereinigten Staaten erhielt Caselli am 29. Juni 1858 ein Patent auf seine Erfindung.

## Funktionsweise

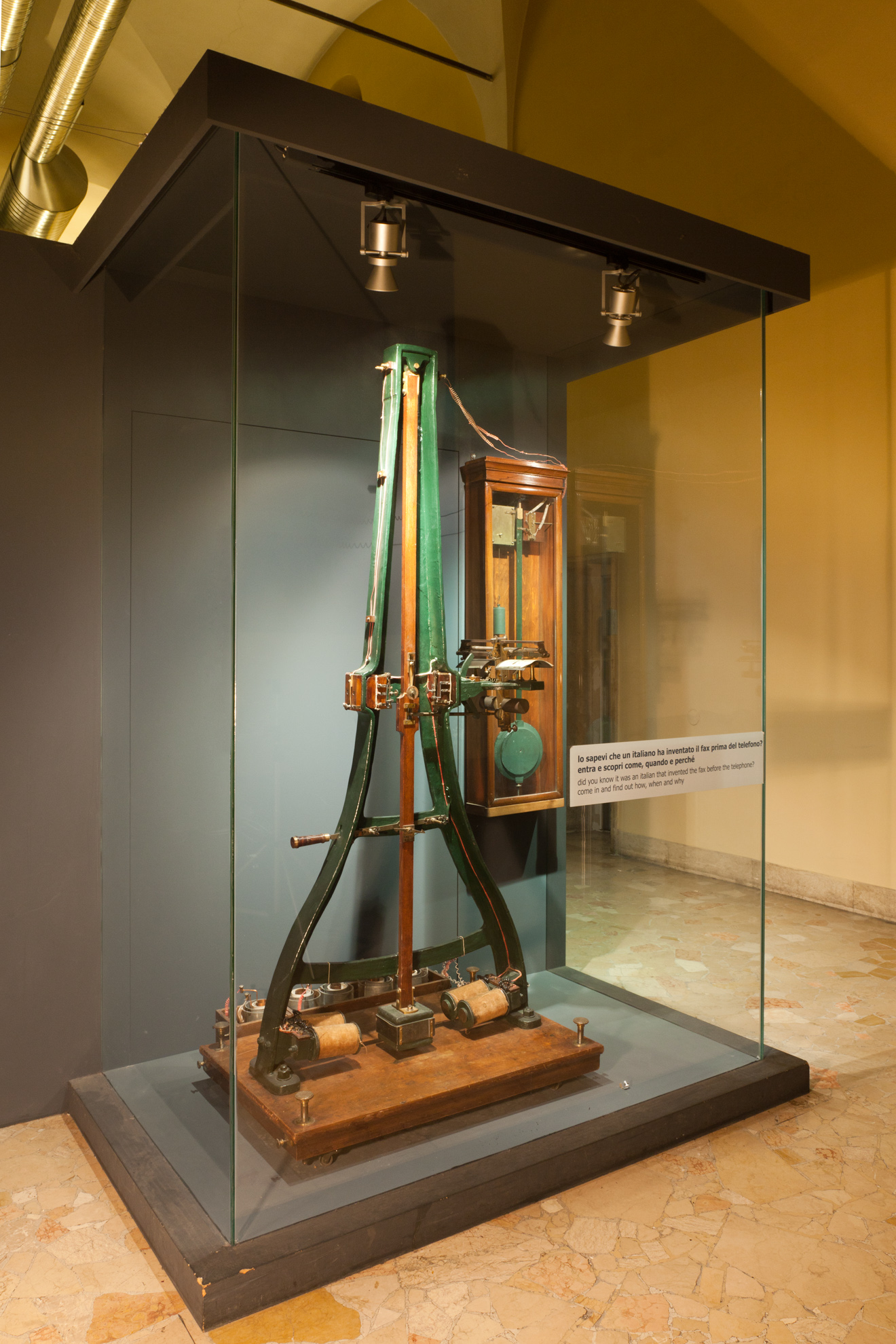
Pantelegraph von Giovanni Caselli, 1933 Replik ausgestellt im Museo nazionale della scienza e della tecnologia Leonardo da Vinci, Mailand.

Der Absender einer Abbildung bildete diese zunächst auf einer elektrisch leitfähigen Metallfolie mit einem elektrisch nicht leitfähigen Farbstoff (Tinte) ab. Diese Vorlage wurde in der Sendeeinheit eingespannt und durch eine dünne, metallische Nadel mit ca. drei Strichen pro Millimeter zeilenweise durch eine Wippbewegung abgetastet. In Bereichen, wo keine Tinte aufgetragen ist, wird dabei die senderseitige Batterie kurzgeschlossen und die elektrische Spannung ist gering. Kommt die Nadel in Bereiche, wo die elektrisch nichtleitende Tinte der Bildvorlage einen Kurzschluss verhindert, ist die höhere Spannung der Batterie die Folge. Die so verursachten vorlagenabhängigen elektrischen Spannungen können über eine einfache Telegrafenleitung bis zu einigen 100 km weit zu der Empfangseinheit übertragen werden.
Der als Empfänger arbeitende Pantelegraph verwendet ein Papier, das mit einer gelblichen Cyanidlösung getränkt ist. Über dieses Papier wird zeilenweise und synchron zum Sender eine metallische Nadel geführt, wobei durch die unterschiedlich hohen Spannungen seitens des Senders in der Cyanidlösung eine chemische Reaktion ausgelöst wird: Bei Stromfluss durch die Nadel verwandelt sich die ursprünglich gelbe Cyanidverbindung in einen dunkelblauen Farbton.
Für eine korrekte Abbildung ist es dabei wesentlich, dass sich die Nadeln am Sender und Empfänger möglichst gleichmäßig und synchron zueinander bewegen. Dies wird durch ein etwa 2 m bis 3 m großes mechanisches Pendel mit einem Gewicht von 8 kg bewerkstelligt, welches elektromechanisch durch zwei Elektromagneten angestoßen wird.
Der Rücklauf der Nadel durch die Pendelbewegung benötigte genauso viel Zeit wie der Hinlauf. Diese Zeit wurde bei manchen Pantelegraphen für die Übertragung einer zweiten Vorlage genutzt.

## Geschichte
1857 ging Caselli von Italien nach Paris. Dort erhielt er Unterstützung vom damals berühmten Erfinder Paul-Gustave Froment. Léon Foucault hatte Caselli empfohlen, sich an Froment zu wenden. Napoleon III., an Mechanik und modernen Erfindungen sehr interessiert, besuchte Caselli am 10. Mai 1860, ließ sich den Pantelegraphen zeigen und unterstützte Caselli fortan. Im November 1860 wurde Caselli eine Telegraphenleitung Paris-Amiens (Luftlinie 115 km) zur Verfügung gestellt, an der er unter realen Bedingungen an der Fernübertragung experimentieren konnte. Foucault behob ein letztes Problem, indem er die Synchronisationsvorrichtungen unabhängig von dem Strom in der Telegrafenleitung machte; dies hatte die Vorrichtungen zu empfindlich gegenüber atmosphärischen Störungen gemacht.
Um 1860 und in den Folgejahren wurde der Pantelegraph vor allem in Frankreich zur Übermittelung und Prüfung von Unterschriften bei Bankgeschäften benutzt. Er wurde zu diesem Zweck vor allem in Post- oder Eisenbahnstationen betrieben, da dort auch der notwendige Anschluss an Telegrafenleitungen möglich war. Der Pantelegraph wurde auch von Napoléon III. benutzt.
Es gibt heute nur noch wenige existierende originale Pantelegraphen, unter anderem im Musée des arts et métiers in Paris. 1961, zur Jahrhundertfeier des Pantelegraphen, wurde mit diesen Geräten eine Verbindung von Paris nach Marseille hergestellt.
Ein Exemplar befindet sich im nichtöffentlichen Fundus des Deutschen Museums in München.
Weitere Exemplare befinden sich im Museo nazionale della scienza e della tecnologia Leonardo da Vinci (Mailand, siehe Bild), im Istituto Tecnico Statale Giambattista Della Porta (Neapel) und im Museo storico della comunicazione (Rom).